# Norton-Couloir

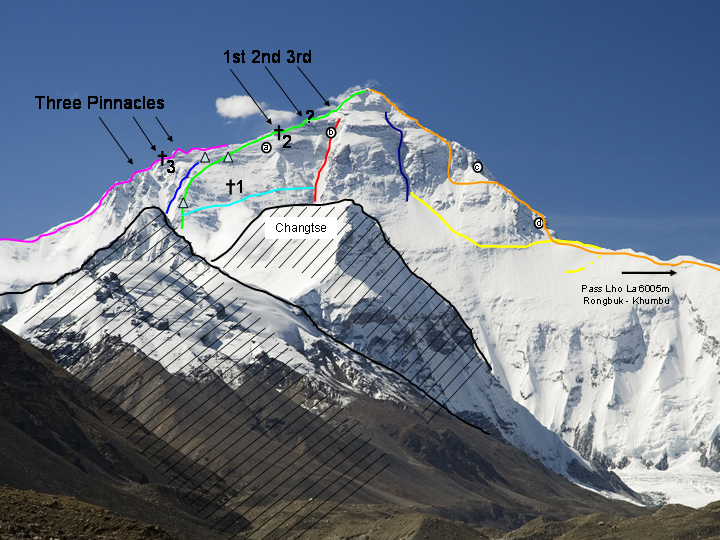
Nordwand des Mt. Everest, Routen und wichtige Punkte.

Das Norton-Couloir, vor allem im englischen Sprachraum auch als Großes Couloir bzw. Great Couloir bezeichnet, ist eine Steilschlucht hoch oben an der Nordseite des Mount Everest in Tibet, die östlich die Gipfelpyramide abgrenzt und bis ca. 150 m unter den Gipfel reicht.
Das westlich des Gipfels gelegene Pendant ist das Hornbein-Couloir.
|   | Großes Couloir oder Norton-Couloir |
|   | Normalweg, in weiten Teilen die Mallory-Route 1924, mit Hochlagern auf ca. 7700 und 8300 m, heutiges 8300er Lager etwas mehr westlich (2 Dreiecke) |
|   | Messner-Traverse 1980; Norton traversierte 1924 die Nordwand zwischen der hellblauen und der grünen Linie                                          |
| ⓑ | Punkt am Westrand des Couloirs, bis zu dem Edward Felix Norton 1924 kam                                                                            |

## Namensgebung
Ihren Namen erhielt die Steilschlucht durch den leitenden Teilnehmer der englischen Expedition von 1924, Edward F. Norton, der in diesem Steiltal bei einem erfolglosen Gipfel-Versuch am 4. Juni 1924 bis auf eine Höhe von ca. 8570 Meter kam, indem er den windgefährdeten Grat mied und durch Traversieren in die Nordwand bis in die Schlucht gelangte, die seither seinen Namen trägt.

## Everest Solo, Reinhold Messner
Durch das Norton-Couloir legte im Jahr 1980 Reinhold Messner seinen Weg, als er solo in einer Monsunpause vom ABC (advanced base camp, vorgeschobenes Basislager) zum Gipfel aufstieg, da der Normalweg über Nordostgrat und die drei Steilstufen aufgrund des hohen Schnees nicht möglich war. Der Anstieg von Edward F. Norton im Jahr 1924 auf über 8500 m hatte Messner zu Versuchen am Everest ohne zusätzlichen Sauerstoff inspiriert: auch Norton hatte über 50 Jahre vorher auf die „englische Luft“ verzichtet.

## Weitere Durchsteigungen
Im Jahr 1984 gelang einer australischen Expedition die Besteigung über eine neue Route. Vom Hauptarm des Rongpu-Gletschers aus stiegen sie direkt in die Nordwand und errichteten am Einstieg des Couloirs in 7500 m ihr drittes Hochlager. Von einem weiteren Lager in 8150 m aus erreichten Tim Macartney-Snape und Greg Mortimer als erste Australier am 2. Oktober ohne zusätzlichen Sauerstoff den Gipfel.
Im Jahr 2001 fuhr der Franzose Marco Siffredi als erster Mensch vom Gipfel des Mount Everest via Norton-Couloir bis ins vorgeschobene Basislager auf einem Snowboard hinab. Ein Jahr später verunglückte er bei dem Versuch mit dem Snowboard vom Gipfel über das Hornbein-Couloir abzufahren. Sein Leichnam blieb verschollen.